# Каппа Геркулеса
Каппа Геркулеса (лат. κ Herculis), 7 Геркулеса (лат. 7 Herculis), Марсик — кратная звезда в созвездии Геркулеса на расстоянии (вычисленном из значения параллакса) приблизительно 394 световых лет (около 121 парсек) от Солнца.

## Характеристики
Первый компонент (HD 145001) — жёлтый гигант спектрального класса G5III, или G5, или G7III, или G8III. Видимая звёздная величина звезды — +5m. Масса — около 3,499 солнечных, радиус — около 16,457 солнечных, светимость — около 148,809 солнечных. Эффективная температура — около 4983 K.
Второй компонент (HD 145000) — оранжевый гигант или субгигант спектрального класса K0IV, или K1III, или K2III, или G5. Видимая звёздная величина звезды — +6,092m. Масса — около 2,789 солнечных, радиус — около 11,42 солнечных, светимость — около 55,729 солнечных. Эффективная температура — около 4750 K. Удалён на 26,8 угловых секунды.
Третий компонент — красный карлик спектрального класса M. Масса — около 320,23 юпитерианских (0,3057 солнечной). Удалён от второго компонента в среднем на 2,105 а.е..
Четвёртый компонент (UCAC3 215-130072) — красно-оранжевый карлик спектрального класса M-K. Видимая звёздная величина звезды — +13,4m. Радиус — около 0,63 солнечного, светимость — около 0,074 солнечной. Эффективная температура — около 3810 K. Удалён от второго компонента на 62,7 угловых секунды.

## Планетная система
В 2019 году учёными, анализирующими данные проектов HIPPARCOS и Gaia, у звезды обнаружена планета.